# Humboldt River Ranch
Humboldt River Ranch est une census-designated place (CDP) située dans le comté de Pershing, dans l’État du Nevada, aux États-Unis. D'après le recensement de 2020, sa population est de 249 habitants.